# Kalosze szczęścia (film 1958)
Kalosze szczęścia – polski film komediowy z elementami fantastyki z 1958 roku.

## Fabuła
Wróżki Terencja i Felicja są w posiadaniu magicznych kaloszy, które umożliwiają posiadaczowi przenoszenie się w dowolne miejsce w czasie i przestrzeni. Wróżki przemierzają Kraków w poszukiwaniu naprawdę nieszczęśliwej osoby, której mogłyby ofiarować te cudowne buty. Wróżki liczą na to, że odmienią życie tej osoby.

## Obsada
- Maria Gella – 2 role: panna Terencja, wróżka Troska
- Teofila Koronkiewicz – 2 role: panna Felicja, wróżka Radość
- Zygmunt Zintel – fotograf
- Czesław Roszkowski – emeryt Bączyński - urzędnik w "Biurze Rzeczy Znalezionych"
- Marek Szyszkowski – Makowski
- Tadeusz Fijewski – 2 role: Michalak, Hipek
- Wacław Kowalski – strażak
- Franciszek Pieczka  – pielęgniarz
- Jan Kobuszewski – milicjant Ważny
- Tadeusz Pluciński – fałszywy Amerykanin
- Kalina Jędrusik – Sonia
- Barbara Wrzesińska – modelka Irena
- Piotr Skrzynecki – uczestnik zebrania plastyków
- Jan Koecher – poeta
- Ignacy Gogolewski – student
- Bronisław Dardziński – malarz Kokowski
- Helena Gruszecka – M-me Rose
- Jerzy Hordyński – erotoman
- Helena Buczyńska – zakonnica
- Janusz Kłosiński – milicjant Dobroduszny
- Zbigniew Koczanowicz – Włoch
- Henryk Kluba – klient Soni w domu publicznym
- Antoni Bohdziewicz – kustosz Muzeum Cudownych Przedmiotów
- Mieczysław Voit – Wendorf, sekretarz prezydenta Rady Emigracyjnej
- Magdalena Celówna – Magda, dziewczyna słuchająca bajki
- Stanisław Gronkowski – aktor grający Tadeusza Kościuszkę
- Józef Pieracki – dyrektor szpitala
- Czesław Lasota – strażak
- Krystyna Feldman – dewotka
- Barbara Wałkówna – narzeczona Makowskiego
- Lena Wilczyńska – pani Rossi, właścicielka kanarka
- Ludwika Castori – Basia, żona niewidomego architekta
- Tadeusz Białkowski – plastyk
- Stanisław Libner – Amerykanin w Rzymie
- Władysław Olszyn – prezes Emigracyjnej Rady Jedności Narodowej w Londynie
- Michał Szewczyk – Murzyn z latającego talerza

## Plenery
- Kraków, Łódź.